# جان كلود بغت
جان كلود بغت (بالفرنسية: Jean-Claude Bagot)‏ ولد بتاريخ 9 مارس 1958 في فرنسا، هو دراج فرنسي في صنف سباق الدراجات على الطريق.

## روابط خارجية
- جان كلود بغت على موقع أرشيف الدراجات (الإنجليزية)
- جان كلود بغت على موقع إحصائيات الدراجات الإحترافية (الإنجليزية)